# La brigada criminal
La brigada criminal (títol original: La Crime) és una pel·lícula francesa dirigida per Philippe Labro, estrenada l'any 1983. Ha estat doblada al català.

## Argument
El tiroteig que ha acabat amb la vida de l'advocat Alins fa pensar el comissari Martin Griffon, que està a càrrec de la investigació de l'esdeveniment, que després d'aquest brutal acte es troba encobert un crim polític. Per evitar que s'excedeixi amb els seus mètodes, habitualment expeditius, els seus superiors li assignen un company més veterà, l'agent Jean-François Rambert. El problema és que des d'intendència no saben que aquests dos homes arrosseguen en comú certa rivalitat que va sorgir quan, anys enrere, Rambert li va robar la dona a Griffon i també es va quedar amb el seu ascens. Tensions al marge, les investigacions acaben per treure resultats. Alins estava implicat en assumptes tèrbols que afecten un home de negocis armeni. Més endavant farà un altre descobriment: que està davant d'un rival summament poderós, capaç d'eliminar a testimonis clau i provocar el suïcidi d'alts càrrecs públics sense aparent esforç.

## Repartiment
- Claude Brasseur: el comissari Martin Griffon
- Jean-Claude Brialy: el controlador Jean-François Rambert
- Gabrielle Lazure: Sybille Berger
- Jean-Louis Trintignant : Christian Lacassagne, ministre de transports
- Dayle Haddon: Suzy Thomson, alias De Annunzio
- Robert Hirsch: Avram Kazavian
- Luc-Antoine Diquéro: Antoine Gomez, el jove de « el Crim »
- Jacques Dacqmine: M Antoine de Alins
- Daniel Jégou: Philippe de Alins
- Yves Beneyton: Millard, el director del ministre de l'Interior
- Robert Cantarella: un home de « el Crim »
- Dominique Constanza: Lucienne Rambert
- Jean-Pierre Dravel: un home de « el Crim »
- Philippe Tanson: un home de « el Crim »
- Charlie Nelson: un assassí
- Bernard Tixier: un assassí
- Alain Mercier: un observador
- Jacques Bondoux: un observador
- Philippe Landoulsi: un home de "el Crim"
- Christiane Millet: l'advocada
- Jean-Claude Binoche: l'ajudant de Millard